# Simienatus
Simienatus is een geslacht van hooiwagens uit de familie Assamiidae.
De wetenschappelijke naam Simienatus is voor het eerst geldig gepubliceerd door Roewer in 1956. 

## Soorten
Simienatus is monotypisch en omvat slechts de volgende soort:
- Simienatus scotti